# Seznam vojaških kratic na W
To je seznam vojaških kratic, ki se pričnejo s črko W.

## Seznam
- Wa.Mun.
- WBK
- Werf.
- WGR
- WH
- WIA (angleško Wounded in Action) je kratica, ki označuje Ranjen(a/i) v akciji.
- WK
- Wkr.
- WTL
- W-SS je nemška kratica, ki označuje Waffen-SS.